# Gröna Lund-teatern
För andra betydelser, se Intima teatern.
Ej att förväxla med Komediteatern vid Engelbrektsplan, Stockholm.

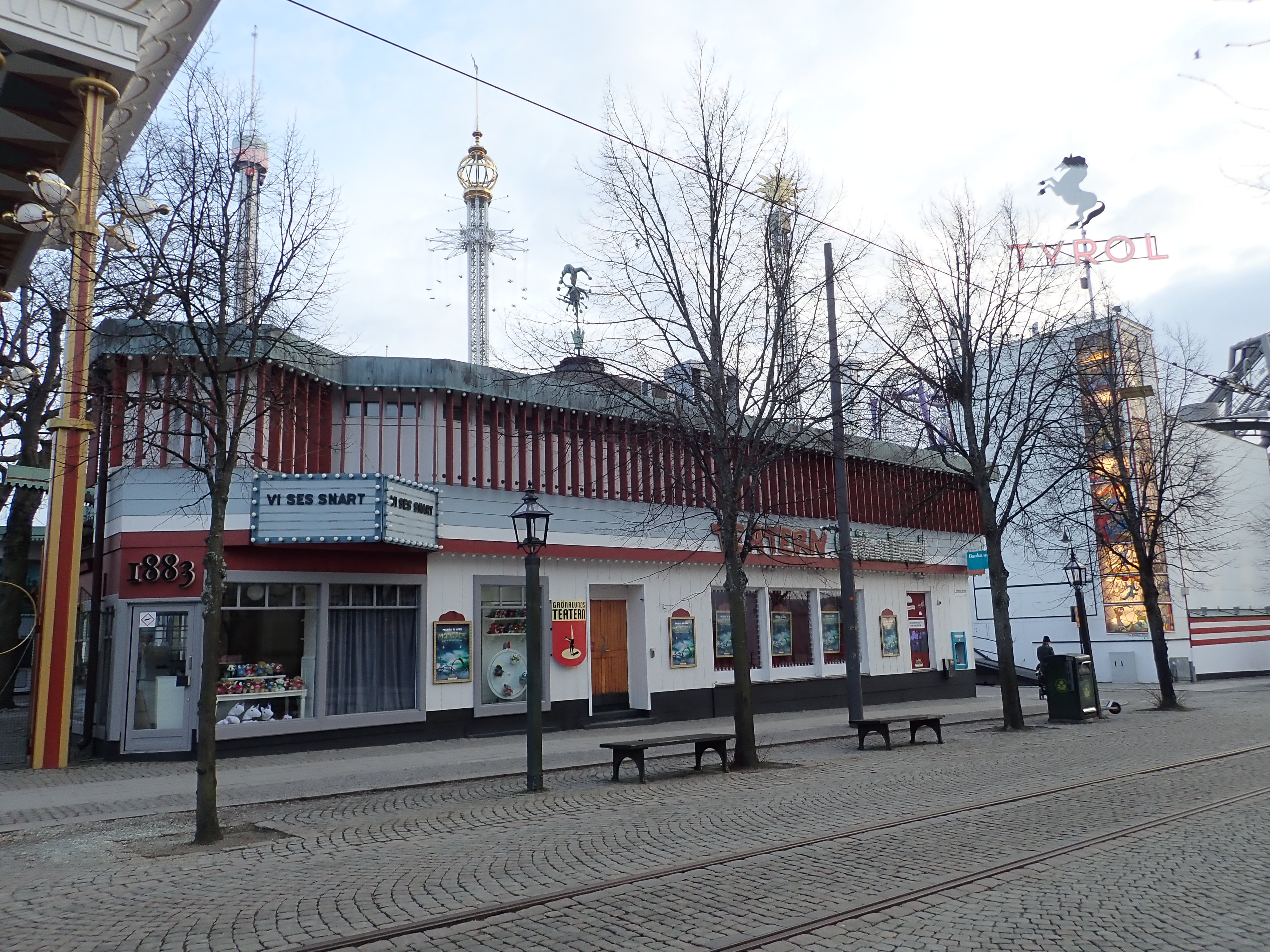
Gröna Lund-teatern i mars 2021.

Gröna Lund-teatern, Allmänna gränd 3, Djurgården, Stockholm är en teater som ligger i anslutning till nöjesfältet Gröna Lund i Stockholm. Den hette tidigare Intima teatern[källa behövs][när?] (ej att förväxla med dagens Intiman), därefter Komediteatern.
Här satte bland andra Kar de Mumma upp flera revyer på 1960- och 1970-talen och Robert Broberg satte upp en rad föreställningar på 1980-talet.

## Bildgalleri

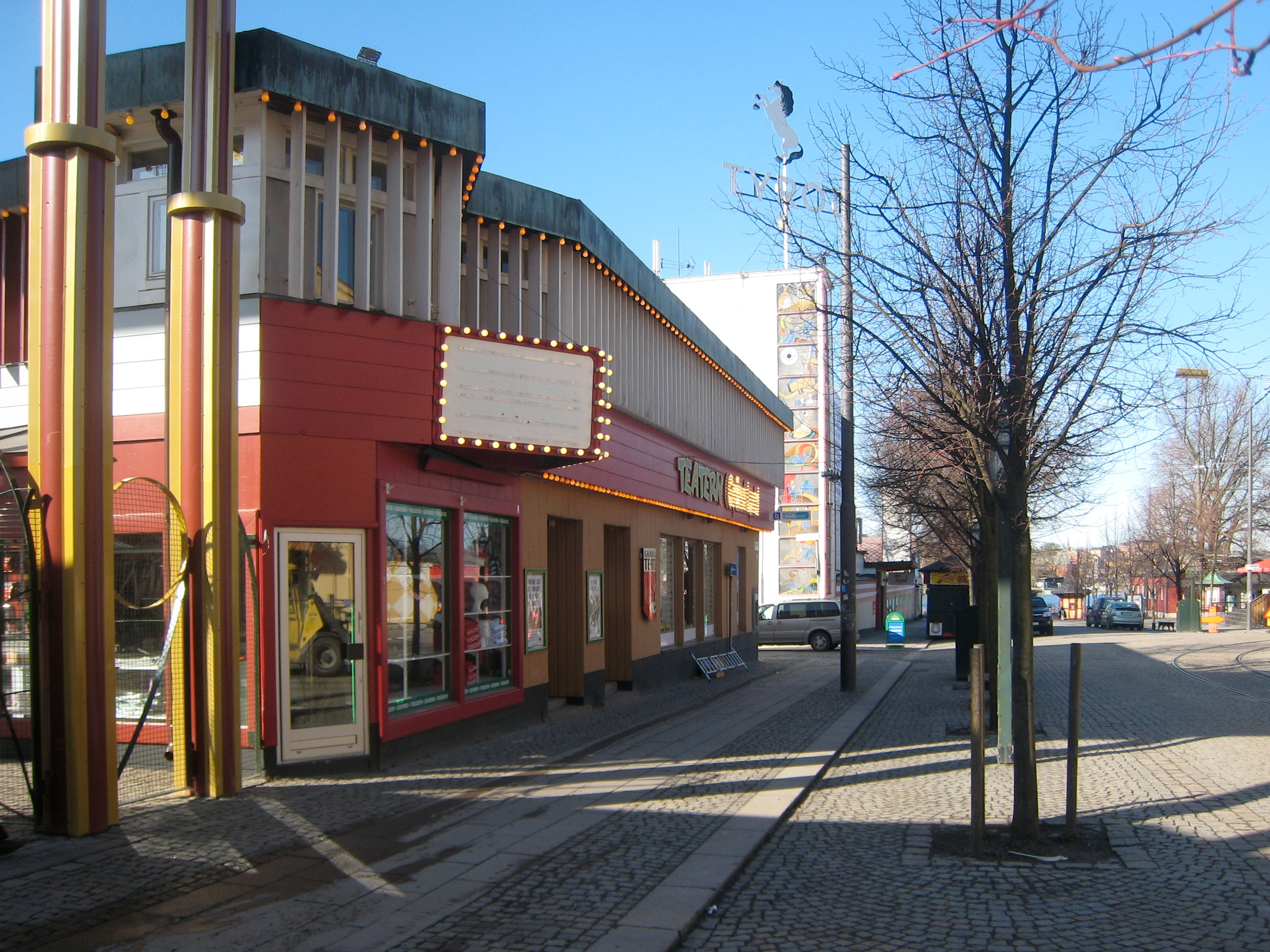
Gröna Lund-teatern med sin tidigare färgsättning, 2010.
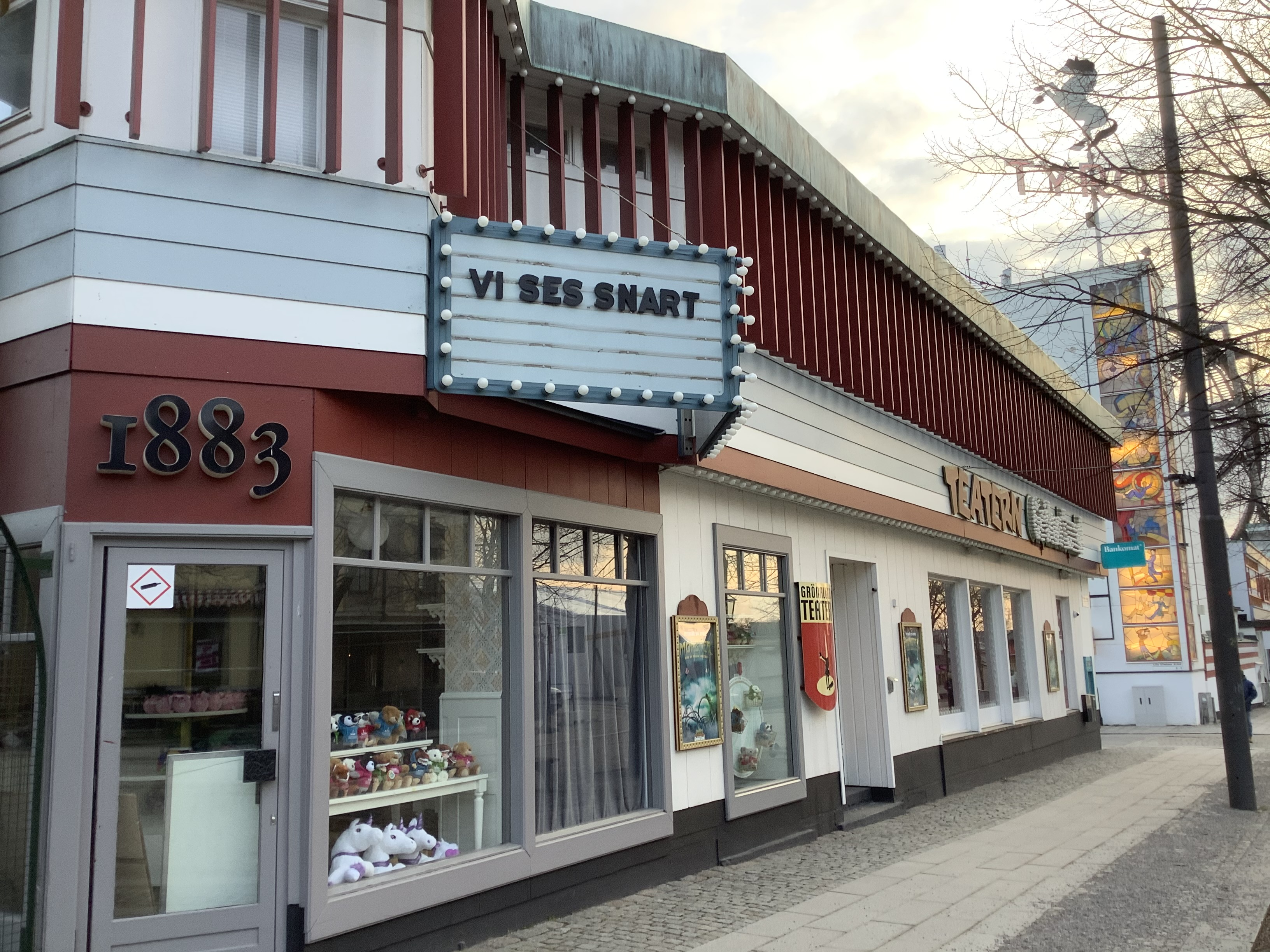
Gröna Lund-teatern, 2021.